# 木祖楢川中継局
木祖楢川中継局（きそならかわちゅうけいきょく）は、長野県木曽郡木祖村に置かれているNHK長野のFM放送及びラジオ第1放送の中継局である。ラジオ第1放送は2016年にFM補完中継局として開局した。
2011年7月24日まではアナログテレビの中継局も設置していた。

## 概要
- 所在地：長野県木曽郡木祖村薮原（峠山）

### FMラジオ
| 周波数  | 放送局名        | 空中線 電力 | ERP   | 放送対象地域 | 放送区域 内世帯数 | 運用開始日     |
| ------- | --------------- | ----------- | ----- | ------------ | ----------------- | -------------- |
| 83.2MHz | NHK長野 FM放送  | 1W          | 1.05W | 長野県       | -                 | 1973年8月31日  |
| 86.0MHz | NHK長野 第1放送 | 10W         | 13W   | 長野県       | 1,625世帯         | 2016年11月28日 |

### アナログテレビ放送
| チャンネル 番号 | 放送局名     | 空中線電力        | ERP            | 放送対象地域 | 放送区域内世帯数 | 運用開始日      |
| --------------- | ------------ | ----------------- | -------------- | ------------ | ---------------- | --------------- |
| 3               | NHK長野 総合 | 映像3W /音声0.75W | 映像-W /音声-W | 長野県       | -                | 1966年 12月17日 |
| 12              | NHK長野 教育 | 映像3W /音声0.75W | 映像-W /音声-W | 全国放送     | -                | 1966年 12月17日 |
| 58              | SBC 信越放送 | 映像10W /音声2.5W | 映像-W /音声-W | 長野県       | -                | 1976年 12月17日 |
| 60              | NBS 長野放送 | 映像10W /音声2.5W | 映像-W /音声-W | 長野県       | -                | 1976年 12月17日 |

- テレビ信州（TSB）及び長野朝日放送（abn）は当地に中継局を設置しなかったため、美ヶ原送信所の受信、共聴もしくはケーブルテレビに加入しなければ視聴する事が出来なかった。

## デジタル放送について
- 美ヶ原送信所を受信、共聴もしくはケーブルテレビの加入をする事になる[6]。
- そのため、2011年7月24日をもってテレビ中継局は廃局となった。